# گورکیه کیلتی
گورکیه کیلتی (روسی: Горькие Кильты) یک دریاچه در سرزمین آلتای کشور روسیه است.